# Kęstutis Marčiulionis
Kęstutis Marčiulionis (Kaunas, 24 marzo 1976) è un ex cestista lituano, professionista in Europa.

## Carriera
Con la Lituania ha disputato i Campionati europei del 1999 e i Giochi olimpici di Sydney 2000.

## Palmarès
- Campionato lituano: 3

Žalgiris Kaunas: 1993-94, 2000-01
Lietuvos rytas: 2001-02
- Coppa di Polonia: 1

Śląsk Breslavia: 2005